# Skate-Leading☆Stars
Skate-Leading☆Stars (スケートリーディング☆スターズ?) es una serie de anime original producida por J.C.Staff y dirigida por Gorō Taniguchi. Yana Toboso (Kuroshitsuji) estará a cargo del diseño original de los personajes. Su estreno está programado para 2021.

## Sinopsis
La serie sigue a un grupo de chicos de preparatoria que participan en un tipo de patinaje artístico competitivo, denominado "Skate-Leading".
Después de sufrir una derrota humillante ante su rival (no correspondido), Maeshima Kensei renuncia al patinaje artístico a la temprana edad de 11 años. 
Cinco años después, Maeshima no va a ninguna parte en la escuela o en la vida, siendo buscado por todo tipo de equipos deportivos, pero sin comprometerse con ninguno, hasta que se entera de que su antiguo no rival, ahora leyenda del patinaje, Shinozaki Reo, ha pasado del patinaje individual al nuevo estilo de patinaje en equipo, conocido como "Skate-Leading." Más tarde, con la ayuda del medio hermano menor de Shinozaki, Hayato Sasugai (quien tiene enemistad hacia Shinozaki) y los miembros del club líder de skate, la Preparatoria Ionodai, se une a la competencia contra Shinozaki.

## Personajes

### Ionodai High School
Kensei Maeshima (前島絢晴, Maeshima Kensei?)
 Seiyū: Yūma Uchida
Hayato Sasugai (流石井隼人, Sasugai Hayato?)
 Seiyū: Makoto Furukawa
Shotaro Terauchi (寺内正太郎, Terauchi Shōtarō?)
 Seiyū: Satoshi Hino
Itsuki Kiriyama (桐山樹, Kiriyama Itsuki?)
 Seiyū: Tomoaki Maeno
Yukimitsu Mochizuki (望月雪光, Mochizuki Yukimitsu?)
 Seiyū: Natsuki Hanae
Izumi Himekawa (姫川泉澄, Himekawa Izumi?)
 Seiyū: Yūichirō Umehara
Akimitsu Mochizuki (望月暁光, Mochizuki Akimitsu?)
 Seiyū: Reiou Tsuchida
Sota Jonouchi (城ノ内颯太, Jōnouchi Sōta?)
 Seiyū: Shōya Chiba
Tomoyuki Kubota (窪田智之, Kubota Tomoyuki?)
 Seiyū: Gen Satō

### St Cavis Gakuen High School
Reo Shinozaki (篠崎怜鳳, Shinozaki Reo?)
 Seiyū: Hiroshi Kamiya
Taiga Himuro (氷室泰冴, Himuro Taiga?)
 Seiyū: Yūki Ono
Toranosuke Kurayoshi (倉吉虎之助, Kurayoshi Toranosuke?)
 Seiyū: Kaito Takeda
Tatsuya Yamashita (Yamashita Tatsuya?)
 Seiyū: Junya Enoki
Yuma Michinaga (Michinaga Yūma?)
 Seiyū: Atsushi Tamaru

### Yokohama Super Global High School
Noa Kuonji (久遠寺夢空, Kuonji Noa?)
 Seiyū: Sōma Saitō

### Chutei University Kamimaezu High School
Hajime Ishikawa (石川一, Ishikawa Hajime?)
 Seiyū: Hirofumi Nojima
Susumu Ishikawa (石川二, Ishikawa Susumu?)
 Seiyū: Kenji Nojima